# Hypangitia peratopis
Hypangitia peratopis är en fjärilsart som beskrevs av George Francis Hampson 1918. Hypangitia peratopis ingår i släktet Hypangitia och familjen nattflyn. Inga underarter finns listade i Catalogue of Life.